# Pabellón Menorca

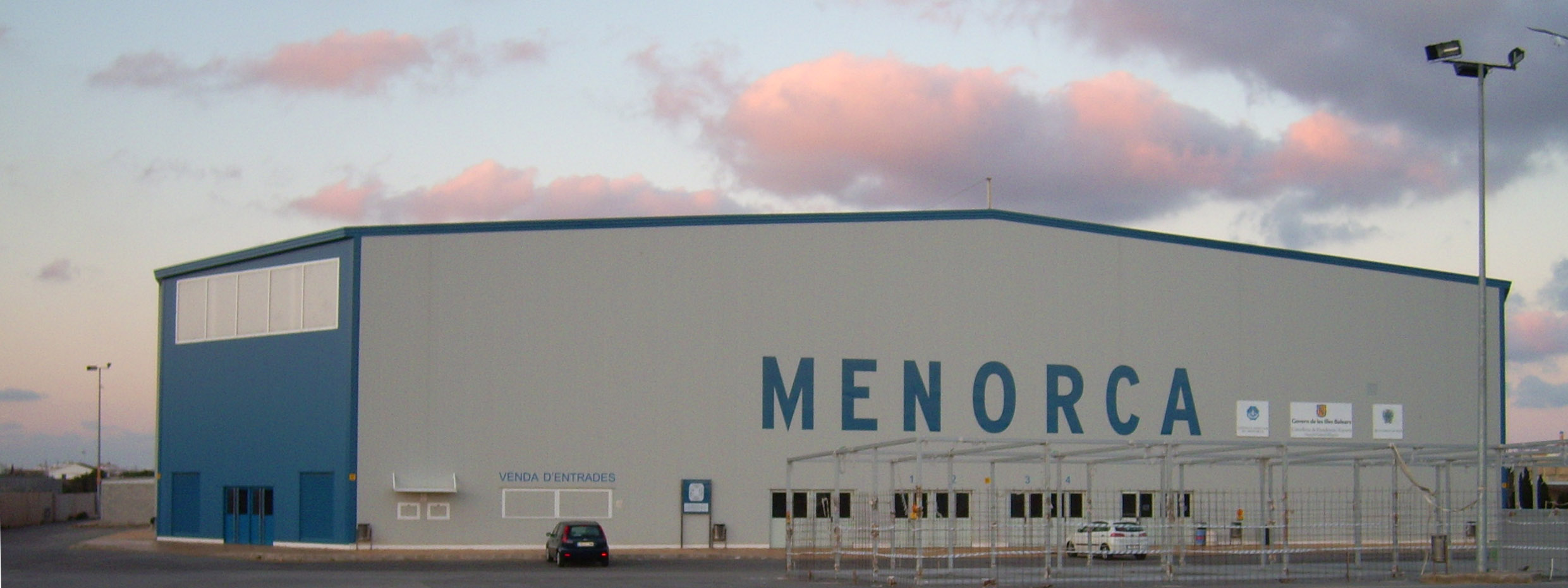
Vista de la fachada principal del Pabellón Menorca.

El Pabellón Menorca, situado en la zona de Bintaufa, en el municipio de Mahón, es el recinto donde el ViveMenorca disputaba sus encuentros. 
Con capacidad para 5115 espectadores de capacidad, fue construido en un tiempo récord de 3 meses, durante el verano de 2005, e inaugurado el 2 de octubre de 2005 por el entonces presidente del Gobierno Balear, Jaume Matas; la presidenta del Consejo Insular de Menorca, Joana Barceló; y el alcalde del Ayuntamiento de Mahón, Arturo Bagur.
Actualmente es el pabellón del Básquet Menorca (fundado el 2017).
Tiene una capacidad de 5.115 espectadores